# Biscogniauxia grenadensis
Biscogniauxia grenadensis är en svampart som först beskrevs av J.H. Mill., och fick sitt nu gällande namn av Whalley & Læssøe 1990. Biscogniauxia grenadensis ingår i släktet Biscogniauxia och familjen kolkärnsvampar.   Inga underarter finns listade i Catalogue of Life.